# Ram Dass
Ram Dass; születési nevén Richard Alpert (1931. április 6. – 2019. december 22.), amerikai pszichológus, spirituális tanító, az ún. modern jóga guruja  és író.
1971-es, legkelendőbb  Be Here Now című műve tovább népszerűsítette Nyugaton a keleti filozófiát és a jógát. A következő négy évtizedben számos további könyv szerzője vagy társszerzője volt, amelyek kiemelkedő hatást gyakoroltak a 20. század második felében a New Age spiritualitására.

## Élete
1957-ben a Stanford Egyetemen szerzett PhD fokozatot pszichológiából. Egy évig a Stanfordon tanított, és pszichoanalízisbe kezdett. Ezután a Harvard Egyetem pszichológia professzora volt és az 1960-as évek elején személyes és szakmai kapcsolatban állt Timothy Learyvel, az egyetem egy másik pszichológusával, akivel kutatásokat végzett a pszichoaktív szerek (pszilocibin, LSD) emberre gyakorolt hatásairól.
Kutatásuk ellentmondásos volt és Leary és Alpert 1963-as Hardvardról történő elbocsátásához vezetett. Ezt követően New Yorkban privátban folytatták a kísérleteiket, gyakran magukon kísérletezve. Learyvel és Ralph Metznerrel közösen írta meg a megváltozott tudatállapotokról a Tibeti halottaskönyv alapján a The Psychedelic Experience-t (A pszichedelikus élmény).
1967-ben Indiába utazott, ahol elmélyült a meditációs gyakorlatokban és a jógában. Megtanulta, hogy drog nélkül is lehet eksztázisban „utazni” és transzcendentális élményeket szerezni. Neem Karoli Baba hindu guru tanítványa lett, aki a Ram Dass nevet adta neki, ami azt jelenti, hogy „Rám(a) szolgája”, de Nyugaton később sokan csak „Isten szolgájaként” nevezték.
Miután 1969-ben visszatért az Egyesült Államokba, több spiritualitással és tudatbővítéssel foglalkozó központot alapított; köztük a Seva Foundation és a Hanuman Foundation szervezetek társalapítója volt. 1971-ben kiadott "Be Here Now" című könyve bestseller lett és felhívta rá a nyilvánosság figyelmét. Számos projektet kidolgozott, köztük a "börtön ashram projektet", amelynek célja az volt, hogy segítse a foglyok lelki fejlődését a börtönbüntetésük során.
Az 1970-es évektől az 1990-es évekig sokat utazott, előadásokat és spirituális gyakorlatokat tartott, valamint adománygyűjtéseket szervezett jótékony célokra.
1994-ben a Gay Soul magazinban felfedte a biszexualitását. 
1997-ben agyvérzést kapott, amely megbénította testének fél oldalát és befolyásolta a beszédkészségét. Felépülése után azonban folytatta a tanítást és a könyvírást.
Miután 2004-ben egy indiai utazása során súlyosan megbetegedett, felhagyott az utazással és a Hawaii-szigeteki Mauira költözött, ahol 2019-ben bekövetkezett haláláig más tanítókkal együtt spirituális gyakorlatokat vezetett.

## Művei

### Angolul
Angolul megjelent könyvei:
- Identification and Child Rearing (with R. Sears and L. Rau) (1962) Stanford University Press
- The Psychedelic Experience: A Manual Based on the Tibetan Book of the Dead (with Timothy Leary and Ralph Metzner) (1964) ISBN 0-8065-1652-6
- LSD (with Sidney Cohen) (1966) ISBN 0-453-00120-3
- Be Here Now or Remember, Be Here Now (1971) ISBN 0-517-54305-2
- Doing Your Own Being (1973)
- The Only Dance There Is (1974) ISBN 0-385-08413-7
- Grist for the Mill (with Stephen Levine) (1977) ISBN 0-89087-499-9
- Journey of Awakening: A Meditator's Guidebook (1978) ISBN 0-553-28572-6
- Miracle of Love: Stories about Neem Karoli Baba (1978) ISBN 0-525-47611-3
- How Can I Help? Stories and Reflections on Service (with Paul Gorman) (1985) ISBN 0-394-72947-1
- Compassion in Action: Setting Out on the Path of Service (with Mirabai Bush) (1991) ISBN 0-517-57635-X
- Still Here: Embracing Aging, Changing and Dying (2000) ISBN 1-57322-871-0
- Paths to God: Living The Bhagavad Gita (2004) ISBN 1-4000-5403-6
- Be Love Now (with Rameshwar Das) (2010) ISBN 1-84604-291-7
- Polishing the Mirror: How to Live from Your Spiritual Heart (with Rameshwar Das) (2013) ISBN 1-60407-967-3
- Walking Each Other Home: Conversations on Loving and Dying (with Mirabai Bush) (2018) ISBN 1-68364-200-7
- Being Ram Dass (with Rameshwar Das) (2021) ISBN 9781683646280

### Magyarul
- Ram Dass–Paul Gorman: Hogyan segítsek? Szellemi inspiráció és érzelmi támasz a segítségnyújtáshoz; ford. Földes György, Schmidt Sára; Ursus, Bp., 1999 (A cselekvés útja mint spirituális ösvény)
- Az öregedés művészete; ford. Pintérné Fekete Rózsa; Mandala-Véda, Budakeszi, 2008